# Craushaar (Adelsgeschlecht)

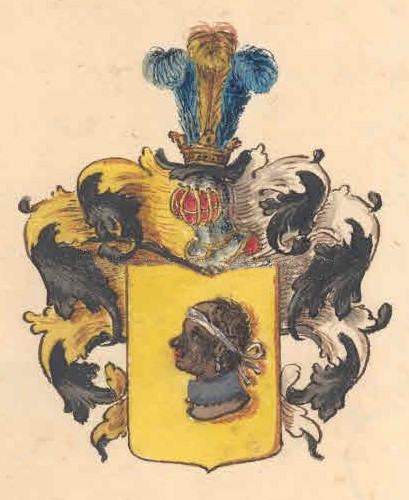
Wappen derer von Craushaar (1749)

Craushaar ist der Name eines preußisch-sächsischen Briefadelsgeschlechts. 

## Geschichte
Der königlich-großbritannische Oberstwachtmeister Georg Christian Craushaar und dessen jüngerer Bruder Johann August Friedrich Craushaar, Besitzer des Rittergutes Emseloh, wurden vom Kaiser Franz I. am 14. Oktober 1749 in den Reichsadelsstand erhoben. Im Kurfürstentum Sachsen erfolgte die Anerkennung des Reichsadelsstandes am 6. April 1765.

## Wappen
Blasonierung: In Gold ein nach der Seite gekehrter Mohrenkopf mit silberner Stirn- und Halsbinde. Auf dem gekrönten Helm mit rechts schwarz-goldenen und links schwarz-silbernen Helmdecken drei (blau-golden-blau) Straußenfedern.

## Persönlichkeiten
- Georg Christian von Craushaar (1702–1769), königlich-großbritanischer und kurbrandenburgischer Oberhofmeister und Obristwachtmeister
- Johann August Friedrich von Craushaar (um 1705–1771), braunschweig-lüneburgischer Amtmann
- Ernst von Craushaar (1815–1870), königlich-sächsischer Generalmajor
- Georg von Craushaar (1851–1936), deutscher Amts- und Kreishauptmann
- Harry von Craushaar (1891–1970), deutscher Jurist, SS-Führer und Verwaltungsbeamter
- Götz von Craushaar (1932–2023), deutscher Jurist im Bereich Baurecht